# Diana Karazon
Diana Karazon (arabiska: ديانا كرزون) född 30 oktober 1983 i staden Kuwait i Kuwait är en sångare, TV-värd och skådespelare.
2003 vann hon första upplagan av den arabiska versionen av Idol kallad Superstar. Programmet hade 30 miljoner tittare.
Karazon växte upp i Jordaniens huvudstad Amman. Hon har rötter i Palestina. Karazon är mycket känd i Jordanien. Hon sjunger arabisk pop.

## Singlar
- 2003 insani ma binsak
- 2003 elshar barra w baed
- 2004 omri lw lilah
- 2005 El Omr Mashi
- 2005 lamma teba habibi
- 2006 ah bemazagy
- 2007 w badat aiesh
- 2007 inta mashi bgad
- 2007 hibni dom
- 2007 Asemt alzaman
- 2007 mahabetnesh
- 2008 kalam alain
- 2008 Operate Live Show i Khartoum - SUDAN (Hansa3edhoum) (Vi kommer att hjälpa dem, våra barn) skriven av Mohamed Almohaned Hassan Dabora
- 2008 yalla olha
- 2009 resalat insan ett meddelande till Barack Obama
- 2009 Jarh
- 2009 momkin ansak
- 2009 shaif alai nafsak
- 2010 enta al gharam
- 2010 fe hade eshtakalak
- 2010 vackra
- 2010 Rasak Bel Aaly
- 2010 adet layaly
- 2010 Tartelat al Om Alhazena - En ledsen mors ord.
- 2010 Hala Ya Ordonieh
- 2011 Kazzeb Alye - Ljug för mig.
- 2012 elkaddab el kebeer
- 2012 awal shetwe b amman
- 2012 Mazzika hadya

## Diskografi
- 2003 Super Star El Arab
- 2005 El Omr Mashi
- 2008 14 oktober 2008 Cancer Children Assosation (99199) - Big concert in Khartoum
- 2010 Diana 2010
- 2010 Rasak Bel Aaly (Ett patriotiskt album dedikerat Jordanien)

## Filmografi
- 2003 SuperStar
- 2004 Vinn med Diana
- 2009 Deut med Diana
- 2010 Aldef defak
- 2010 Montaha Aleshq egyptisk TV-serie
- 2010 attajroba verkliga erfarenheter
- 2011 Nouna alma`azona som sig själv

## Framträdanden i Superstar
Topp 55: أكذب عليك (Akdib Aleyk) av Warda
Topp 8: آه يا ليل (Ah Ya Leel) av Ragheb Alama
Topp 7: إبعتلي جواب (Iba'atli Jawab) av Nour Mehana
Topp 6: ألف ليلة وليلة (Alf Leela W Leela) av Umm Kulthum
Topp 5: دنيا الوله (Dinya Min El Wala) av Abdallah Al Rowaished
Topp 4: أنا في انتظارك (Ana Fi Entazarak) av Umm Kulthum,  مغرومة (Maghroume) av Najwa Karam
Topp 3: أكذب عليك (Akdib Aleyk) av Warda, البوسطه (El Posta) av Fairuz
Finalen: لسا فاكر (Lissa Faker) av Umm Kulthum, تعا ننسى (Ta'a Ninsa) av Melhem Barakat